# 墾丁溝眼介
墾丁溝眼介（学名：Alocopocyhere kendengensis）为粗面介科溝眼介屬下的一个种。